# Теория заговора о Байдене и Украине

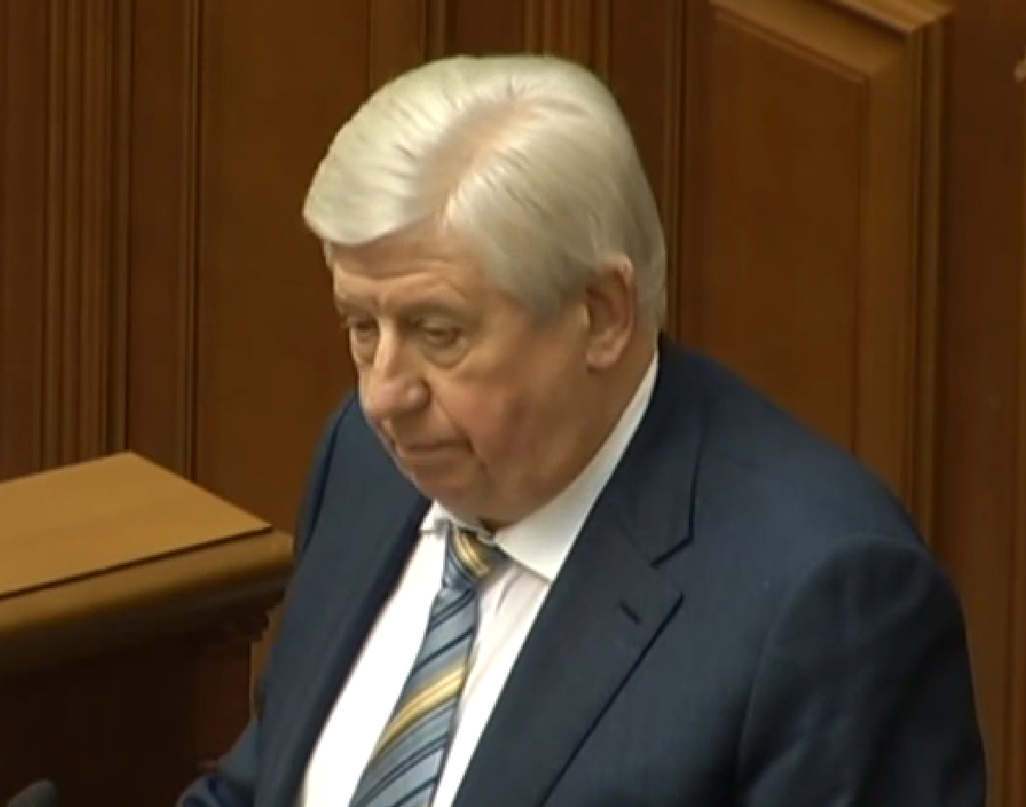
Виктор Шокин, один из основных субъектов теории заговора. В теории утверждается, что вице-президент Джо Байден удержал государственную помощь, чтобы заставить Украину уволить Шокина и предотвратить расследование коррупции в отношении своего сына Хантера Байдена.

Теория заговора о Байдене и Украине представляет собой серию утверждений о том, что Джо Байден, будучи вице-президентом США, занимался коррупционной деятельностью, связанной с украинской газовой компанией Burisma. Утверждения были распространены на фоне скандала вокруг опубликованного разговора Трампа и Зеленского, где первый предлагал финансовую и военную помощь Украине в обмен на компрометирующую информацию против Джо Байдена. Совместное расследование двух комитетов из республиканцев, опубликованное в сентябре 2020 года, не выявило правонарушений со стороны Байдена. Специально созданный по этому поводу Комитет Палаты представителей США по делу семьи Байденов также не смог обнаружить доказательств преступлений.
Теория заговора утверждает, что тогдашний вице-президент Байден удерживал государственную помощь, чтобы заставить Украину уволить прокурора Шокина, ведшего коррупционное расследование в отношении компании Burisma и его сына Хантера Байдена. На самом же деле США приостановили госпомощь в соответствии с официальной и двухпартийной политикой федерального правительства Соединенных Штатов. Правительство США вместе с Европейским союзом, Всемирным банком и Международным валютным фондом считало прокуратуру Украины под руководством Шокина коррумпированной, неэффективной и слишком снисходительной в расследовании деятельности олигархов и крупных компаний, включая компанию Burisma. В январе 2018 года Байден объявил об удержании государственной помощи, до того как прокурор будет уволен.

## Предыстория
Сын Джозефа Байдена, Хантер Байден — американский юрист, занимавший руководящие позиции в холдинговой компании MNBA и Министерстве торговли США. В 2006 Джордж Буш-младший назначил его в совет директоров американской железнодорожной корпорации Amtrak. Из неё Хантер Байден ушел в феврале 2009 года, вскоре после инаугурации Барака Обамы, когда его отец Джо Байден стал вице-президентом. Далее он работал советником в юридической фирме Boies Schiller Flexner LLP, пока украинская нефтегазовая компания Burisma Holdings не наняла его в апреле 2014. Поскольку у Хантера Байдена не было опыта работы ни в Украине, ни в энергетическом секторе, некоторые рассматривали это как вероятную попытку заручиться влиянием через его отца. И хотя Хантера Байдена наняли для проведения общих корпоративных консультаций, а не для предоставления экспертных услуг в области энергетики, такая работа многими была описана как потенциальный конфликт интересов.
В октябре 2020 года газета New York Post с личным адвокатом Дональда Трампа Джулиани опубликовала статью о найденном ноутбуке, принадлежащем Хантеру Байдену. Ноутбук содержал электронное письмо, в котором советник компании Burisma Вадим Пожарский благодарит Хантера и его отца за встречу. Правдивость статьи подверглась сомнениям со стороны аналитиков и сотрудников разведки. Газета Washington Post подтвердила, что как минимум некоторые из предоставленных им материалов были подлинными с помощью криптографических подписей Google. Однако газета пришла к выводу, что это лишь небольшая часть данных из 217 гигабайт, на которых газета New York Post делала свое расследование. Подлинность большей части писем проверить попросту невозможно, поэтому к подлинным материалам могли быть примешаны поддельные. При этом Хантер Байден подтвердил, что ноутбук может принадлежать ему.

### Виктор Шокин
Виктор Шокин был назначен на должность Генерального прокурора Украины Петром Порошенко, которому он был лоялен. Представители ЕС и США, а также Всемирный банк и Международный валютный фонд, настаивали на снятии Шокина. В марте 2016 года в показаниях Комитету Сената США по международным отношениям бывший посол в Украине Джон Эдвард Хербст заявлял: «К концу осени 2015 года ЕС и Соединенные Штаты присоединились к компании тех, кто добивается смещения Шокина» и что Джо Байден «публично говорил это до и во время своего декабрьского визита в Киев». Во время того же слушания помощник госсекретаря Виктория Нуланд заявила: «Мы привязали нашу следующую гарантию по предоставлению кредита в 1 миллиард долларов, в первую очередь, к перезагрузке коалиции, чтобы мы знали, с кем мы будем работать, и, во вторую очередь, к очистке Генеральной прокуратуры». Подавляющее большинство голосов в Верховной Раде Украины в марте 2016 года привело к отстранению Шокина от должности. Произошло это после того, как расследование вымогательства другой компании привело к тому, что у сообщников были обнаружены алмазы, денежные средства и другие ценности, а также документы, принадлежащие Шокину.

### Первый импичмент Дональда Трампа
Первое официальное обвинение Трампа в злоупотреблении властью случилось после телефонного разговора в июле 2019 года с президентом Украины Владимиром Зеленским. В нём Трамп предлагал услугу за услугу — чтобы Зеленский начал публичное расследование в отношении Burisma и Байденов в обмен на выделение финансовой и военной помощи Украине. Во время слушаний и судебного разбирательства по делу об импичменте президента Трампа в 2019—2020 годах он и его союзники неоднократно заявляли, что Джо Байден и его сын Хантер занимались коррупционной деятельностью в Украине. Трамп сказал, что планирует сделать это главным вопросом во время президентской гонки в США в 2020 году. Весной 2020 года комитет Сената, контролируемый республиканцами, провёл расследование обвинений: в сентябре 2020 года подконтрольный республиканцам сенатский комитет по национальной безопасности и финансам пришёл к выводу, что Хантер Байден «наживался на имени своего отца, чтобы заключать прибыльные деловые сделки по всему миру». Однако никаких доказательств правонарушений со стороны Джо Байдена обнаружено не было.

### Руди Джулиани
Совместно с Андреем Деркачем, Дмитрием Фирташем и некоторыми другими пророссийскими политиками и бизнесменами Украины, личный адвокат Трампа Рудольф (Руди) Джулиани возглавил сбор информации в Украине с целью обвинения Байдена.
Деркач обнародовал фрагменты предполагаемого разговора между Джо Байденом и Петром Порошенко, в котором Байден объявил о предоставлении государственной помощи только в случае отставки Виктора Шокина. Записи не были проверены на подлинность и, возможно, были сильно отредактированы. Однако, самое главное, в них не было доказательств умысла Байдена защитить своего сына. В июне 2020 года Порошенко отрицал, что Джо Байден когда-либо обращался к нему по поводу Burisma. В сентябре 2020 года Министерство финансов США наложило на Деркача санкции, заявив, что он более десяти лет поддерживает тесные связи с российскими спецслужбами. Министерство финансов добавило, что Деркач «вёл скрытую кампанию влияния, направленную на культивирование ложных и необоснованных рассказов об официальных лицах США на предстоящих президентских выборах 2020 года», в том числе путем публикации «отредактированных аудиозаписей и другой неподтвержденной информации с намерением дискредитировать официальных лиц США».
В конце 2019 года выяснилось, что прокурор США Южного округа Нью-Йорка, которым когда-то руководил Джулиани, ведёт расследование в отношении него. Во время наблюдения за российскими агентами разведка США зафиксировала общение Джулиани с ними и предупредила об этом Белый дом. По словам официальных лиц, опрошенных интернет-изданий The Daily Beast, советник по национальной безопасности Джон Болтон сказал своим сотрудникам на всякий случай не общаться с Джулиани. Официальные лица были обеспокоены тем, что Джулиани будет использоваться в качестве канала для дезинформации, включая «утечки» электронных писем, в которых подлинные материалы будут смешиваться с поддельными, чтобы обвинить Хантера Байдена в коррупционных сделках.
Украинский бизнесмен сирийского происхождения Харес Юссеф сообщил The Times, что некий соратник Дмитрия Фирташа попросил его солгать о деловых отношениях Хантера Байдена, чтобы нанести ущерб президентской кампании Джо Байдена, в обмен на визу в США.

## Парламентские слушания по делу фирмы BURISMA
Палата Представителей Конгресса США 11 января 2023 года начала собственное расследование о содействии президента Байдена коррупционным схемам сына и брата Джеймса. Председательствует республиканец Джеймс Комер.